# Grade pantográfica
Grade pantográfica é um tipo de grade de segurança cuja principal característica é ser retrátil. São usualmente aplicadas em aberturas, como portas e janelas. Diferentemente das grades comuns, elas podem ser abertas e fechadas sempre que necessário, liberando assim passagens ou paisagens.
Em geral, grades pantográficas são fabricadas sob medida para a abertura que se deseja proteger, de modo que podem ser fabricadas em vários tamanhos e cores. São compostas de uma armação completa de perfis de ferros em formato xadrez, com trilho superior e trilho inferior como guia.
Por serem em geral mais pesadas e complexas do que grades fixas, são tidas como sendo menos suscetíveis a arrombamentos[carece de fontes?]. Devido a sua construção, costumam gerar ruido quando manipuladas. Essa característica é tida como importante em grades de segurança, pois tendem a alertar os ocupantes das áreas protegidas.